# Trabutiella
Trabutiella — рід грибів родини Phyllachoraceae. Назва вперше опублікована 1914 року.